# Papyrus 137
Papyrus 137 of {\displaystyle {\mathfrak {P}}^{137}} (volgens de nummering van Gregory-Aland) is een Grieks afschrift van het Nieuwe Testament, geschreven op papyrus. Het handschrift behoort tot de Oxyrhynchus papyri en is gepubliceerd onder nummer 5345 (P.Oxy. 5345).
Het handschrift heeft deel uitgemaakt van een codex met in ieder geval het Marcusevangelie. Het fragment, recto en verso beschreven, bevat het middendeel van de onderste vijf regels van de eerste pagina van het handschrift (recto) met de tekst van Marcus 1:7-9, en de achterkant (verso) met Marcus 1:16-18. Het handschrift had oorspronkelijk vermoedelijk ca. 25 regels met tekst in één kolom. Papyrus 137 is het oudst bewaard gebleven handschrift van het Evangelie naar Marcus, iets ouder dan Papyrus 45 (waarin Marcus 1 overigens niet bewaard gebleven is).
Papyrus 137 bevat één variant ten opzichte van de gangbare teksteditie. In Marcus 1:17 ontbreekt 'Jezus' in 'Jezus zei'; er staat dus 'Hij zei'. Het woord 'Jezus' is waarschijnlijk door de kopiist (of een eerdere kopiist) per abuis overgeslagen door haplografie.

## "First Century Mark"
Al voor de officiële publicatie in 2018 ontstond er een controverse rond het handschrift. Toen stond het bekend onder de (inmiddels achterhaalde) benaming "First Century Mark". De opschudding ontstond door de bewering van Daniel Wallace in een debat met Bart Ehrman in 2012 dat er een eerste-eeuws fragment van het Evangelie naar Marcus was ontdekt. Dit fragment zou in bezit zijn van het Museum of the Bible in Washington D.C., dat toen nog in oprichting was. De gegevens van het handschrift waren op dat moment nog onder embargo. Omdat Wallace een geheimhoudingsclausule had getekend, wilde hij er achteraf niets meer over zeggen. Na de publicatie van Papyrus 137 (P.Oxy. 5345) bevestigde Wallace dat dit inderdaad het handschrift was waarop hij doelde. Hij gaf toe dat de datering die hij had genoemd bij nader inzien te voorbarig was gebleken, nu in de officiële publicatie het handschrift gedateerd werd in de periode 150-250. De bewering van de antiquiteitenhandelaar Scott Carroll dat het handschrift minstens tweemaal te koop zou zijn aangeboden aan het museum konden op dat moment door Carroll niet worden onderbouwd en werden door papyroloog Dirk Obbink, die medeverantwoordelijk is voor de uitgave van P.Oxy. 5345, en door de Egypt Exploration Society (EES), de eigenaar en uitgever van de Oxyrhynchus papyri, met klem tegengesproken. In juni 2019 maakte professor Michael Holmes, betrokken bij het Museum of the Bible, details uit een koopcontract openbaar waarin staat dat onder meer P.Oxy 5345 en P.Oxy 5346 door Obbink aan het museum verkocht zijn. Aan deze papyri werd een datering rond 100 n.Chr. verbonden. Pas na wetenschappelijke publicatie zouden ze overhandigd worden, maar dit is uiteindelijk niet gebeurd. De EES verklaarde hier niet van op de hoogte te zijn. De universiteit van Oxford, Obbinks werkgever, heeft naar aanleiding van de publiciteit hierover verklaard een onderzoek in te stellen..